# برايتن بريتنباخ
برايتن بريتنباخ (بالأفريقانية: Breyten Breytenbach) (16 سبتمبر 1939 – 24 نوفمبر 2024) أحد أشهر شعراء القرن العشرين، بجنوبي إفريقيا. وقد تضمنت أعماله مجلدا عن الشعر يسمى واي كي أحرز به كثيرًا من الجوائز بعد نشره عام 1983م. وكانت مؤلفاته باللغة الأفريقانية.
ولد بريتنباخ في بونيفيل كيب. وقد تدرب كرسام قبل أن يتحول إلى الكتابة. ونشر أول مجلد له عن الشعر عام 1964م، تحت اسم "ينبغي على البقرة الحديديَّة أن تكدح"، كما نشر أول مجلد له في النثر باسم المصائب، وذلك في نفس العام. وقد ثبتت هذه الأعمال شهرته كاتبًا. تميزت كتاباته بالانسلاخ عن التقاليد من حيث الشكل والمحتوى. وقد عاش في منفى اختياري في باريس من عام 1973 حتى عام 1975م، ثم ألقي القبض عليه عقب عودته إلى جنوبي إفريقيا في العام نفسه وقضى فترة العقوبة ما بين 1975م وعام 1982م وذلك من تسع سنوات حكم عليه بها بسبب نشاطاته العنصرية. نشر في عام 1980م "الاعترافات الحقيقة للأمهق"، وقد كتب هذا الكتاب باللغة الإنجليزية ووصف فيه تجاربه في السجن. ثم عاد إلى باريس عقب إطلاق سراحه وأصبح مواطنا فرنسيا.

## وصلات خارجية
- برايتن بريتنباخ على موقع الموسوعة البريطانية (الإنجليزية)
- برايتن بريتنباخ على موقع مونزينجر (الألمانية)
- برايتن بريتنباخ على موقع ميوزك برينز (الإنجليزية)
- برايتن بريتنباخ على موقع ديسكوغز (الإنجليزية)